# Trnkava
Die Trnkava (auch Machovský potok) ist ein linker Nebenfluss der Židovka (deutsch Sichler Bach). Das von ihr durchflossene Gebiet gehört zum Powiat Kłodzki in der Woiwodschaft Niederschlesien in Polen sowie zum Okres Náchod im Královéhradecký kraj in Tschechien.

## Flussverlauf
Die Trnkava entspringt im Glatzer Kessel im Heuscheuergebirge im Feuchtgebiet des Krągłe Mokradło (Runder See). Danach fließt sie westlich der 720 m hohen Ostra Góra (Scharfer Berg) vorbei und weiter durch das nach 1945 erloschene Dorf Nauseney, wo sie von rechts einen Nebenfluss aufnimmt. Nach ungefähr einem Kilometer in Richtung Nordwest durchfließt sie die Grenze zu Tschechien. Auf ihrem weiteren Weg durch das Naturschutzgebiet Pod Horou (Unterhoran) erreicht sie Machovská Lhota (Lhota Mölten). Vor Machov (Machau) wird sie als linker Nebenfluss von der Židovka aufgenommen, die vormals als Stekelnice bzw. Srpský potok bezeichnet wurde.